# 大竹庄
大竹庄，為1920年至1933年間存在之行政區，轄屬臺中州彰化郡。今彰化縣彰化市中部、北部及東部。

## 街原名
原屬
- 線東堡之大竹圍、番社口庄、渡船頭庄、阿夷庄、牛稠仔庄
- 猫羅堡之快官、田中央庄
  - 大竹圍改稱大竹

## 行政區劃
大竹庄轄域內分為大竹、番社口、渡船頭、阿夷、牛稠子、快官、田中央七個大字。
- 牛稠子大字下有「牛稠子」、「中庄子」、「下廍」、「山脚」小字名
- 阿夷大字下有「阿夷」、「茄苳脚」、「寶廍」、「柴坑子」小字名
- 番社口大字下有「番社口」、「牛埔子」小字名
- 渡船頭大字下有「渡船頭」、「山寮」小字名
- 大竹大字下有「大竹」、「安溪寮」小字名[1]

1933年12月大竹庄與彰化街、南郭合併成立彰化市。